# Anphira junki
Anphira junki är en kräftdjursart som beskrevs av Paulo Agostinho de Matos Araujo och Vernon E. Thatcher 2003. Anphira junki ingår i släktet Anphira och familjen Cymothoidae. Inga underarter finns listade i Catalogue of Life.